# Arca (gênero)
Arca nomeadas, em inglês, Ark -sing. (na tradução para o portuguêsː "arca", o barco; por sua primeira espécie e espécie-tipo, classificada por Carolus Linnaeus, em 1758, lhe ter suscitado a semelhança com a Arca de Noé, adquirindo a denominação binominal de Arca noae; descrita em sua obra, Systema Naturae), é um gênero de moluscos Bivalvia, marinhos e litorâneos, da família Arcidae. Habita costas de clima tropical e temperado da Terra, escolhendo rachaduras em recifes da zona entremarés até os 200 metros de profundidade, na zona nerítica, com animais aderidos às rochas por um bisso que lhes escapa por uma chanfradura na borda posterior das valvas. Algumas espécies do oceano Atlântico são usadas para a alimentação humana.

## Espécies deArca
De acordo com o World Register of Marine Species.
Arca acuminata F. Krauss, 1848
Arca angusta Dunker, 1867
Arca avellana Lamarck, 1819
Arca boucardi Jousseaume, 1894
Arca bouvieri P. Fischer, 1874
Arca despecta P. Fischer, 1876
Arca fernandezensis Hertlein & A. M. Strong, 1943
Arca imbricata Bruguière, 1789
Arca kauaia (Dall, Bartsch & Rehder, 1938)
Arca mutabilis (G. B. Sowerby I, 1833)
Arca navicularis Bruguière, 1789
Arca noae Linnaeus, 1758
Arca ocellata Reeve, 1844
Arca pacifica (G. B. Sowerby I, 1833)
Arca rachelcarsonae Petuch & R. F. Myers, 2014
Arca taiwanensis K.-Y. Lai & B.-S. Jung, 2020
Arca tetragona Poli, 1795
Arca truncata (G. B. Sowerby I, 1833)
Arca turbatrix P. G. Oliver & Cosel, 1993
Arca ventricosa Lamarck, 1819
Arca volucris Reeve, 1844
Arca zebra Swainson, 1833